# 土井真樹
土井 真樹（どい まさき、1960年7月17日 - ）は、日本の政治家。自由民主党所属の元衆議院議員（1期）。

## 略歴
愛知県刈谷市生まれ。愛知県立岡崎高等学校卒業。1984年、東京大学農学部農業経済学科卒業。東大在学中に当時の公認会計士2次試験に合格し、卒業後に3次試験に合格・公認会計士登録を行った。同年、新日本監査法人（旧監査法人太田哲三事務所）に入所。1988年、土井公認会計士事務所を開設。1990年、土井会計株式会社（株式会社ソロン、株式会社ピーティーシーサービス、その後株式会社アップライズ・キャピタルに商号変更した後に現社名）代表取締役に就任。2004年、株式会社フィナンシャルマネジメントシステムズ顧問に就任。
2005年8月12日、自由民主党は第44回衆議院議員総選挙の愛知11区に土井を擁立することを発表。同年9月11日の衆院選では、民主党の古本伸一郎に敗れるも、重複立候補していた比例東海ブロックで復活し初当選した。
2009年8月30日の第45回衆議院議員総選挙に再び自民党公認で愛知11区から出馬したが再び古本伸一郎に敗れ、重複立候補していた比例東海ブロックでも復活も果たせず落選。

## 主な所属していた団体・議員連盟
- 日本会議国会議員懇談会
- みんなで靖国神社に参拝する国会議員の会
- 天皇陛下御即位二十年奉祝国会議員連盟
- 伝統と創造の会
- 速やかな政策実現を求める有志議員の会
- 高速道路建設推進議員連盟
- 自民党トラック輸送振興議員連盟
- 自民党動物愛護管理推進議員連盟
- 新憲法制定議員同盟
- 83会
- 日本の前途と歴史教育を考える議員の会
- 北朝鮮に拉致された日本人を早期に救出するために行動する議員連盟
- 平和を願い真の国益を考え靖国神社参拝を支持する若手国会議員の会
- トラック輸送振興議員連盟
- 日韓議員連盟
- 日中友好議員連盟
- 日本の領土を守るため行動する議員連盟